# 林尚扬
林尚扬（1932年3月16日—2024年7月20日），福建厦门人，焊接专家，中国工程院院士，中国机械工程学会焊接学会秘书长。

## 履历[1]
- 1961年，于哈尔滨工业大学毕业。
- 1995年，当选中国工程院院士。